# Vilhena EC
Az brazil Vilhena Esporte Clube, röviden Vilhena labdarúgócsapatát az azonos nevű Vilhena városában hozták létre 1991. június 3-án. Az együttes Rondônia állam első osztályú bajnokságában vesz részt.

## Története
Az 1991-ben alapított klub, első sikerét 2005-ben jegyezhette fel, mikor megnyerték az állami bajnokságot. A bajnoki trófeát azóta négy alkalommal hódították még el, legutóbb a 2014-es kiírásban végeztek az első helyen.

## Sikerlista

### Állami
- Rondoniense bajnok: 2005, 2009, 2010, 2013, 2014

## Játékoskeret
2015-ben
| # |     | Poszt | Név            |
| - | --- | ----- | -------------- |
|   | BRA | K     | Jamilton       |
|   | BRA | K     | Wagner Asmir   |
|   | BRA | V     | Júnior         |
|   | BRA | V     | Jonatas Vieira |
|   | BRA | V     | Henrique       |
|   | BRA | V     | Marinho        |
|   | BRA | V     | Lucas Pivatto  |
|   | BRA | V     | Carlinhos      |
|   | BRA | V     | Brenner        |
|   | BRA | KP    | Vinicius       |
|   | BRA | KP    | Rai            |

| # |     | Poszt | Név            |
| - | --- | ----- | -------------- |
|   | BRA | KP    | Lucas Andrade  |
|   | BRA | KP    | Bertozzi       |
|   | BRA | KP    | Flávio         |
|   | BRA | KP    | Elvis          |
|   | BRA | KP    | Diego Siqueira |
|   | BRA | CS    | Roallase       |
|   | BRA | CS    | Roberth        |
|   | BRA | CS    | Salatiel       |
|   | BRA | CS    | Elton Cuiabá   |
|   | BRA | CS    | Willian César  |